# 上杉くんは女の子をやめたい
『上杉くんは女の子をやめたい』（うえすぎくんはおんなのこをやめたい）は、やぶうち優による日本の漫画作品。ウェブコミック配信サイト『ちゃおプラス』（小学館）にて、2024年5月4日より連載中。更新は第1・第3土曜日。『サンデーうぇぶり』、『週刊コロコロコミック』（共に小学館）でも連載されている。
普通の男子中学生・上杉ケースケが、神社で咄嗟に言った願いで神に女体化させられたことで女子中学生としての日々を送ることになるラブコメディ作品。

## あらすじ
上杉ケースケ（以下ケースケ）は低身長で女の子のような容姿の男子中学生。親友の八重村瑛人、ケースケが密かに想いを寄せる大倉のえるとは幼馴染で昔は三人一緒に遊んでいたが、中学に進級すると女子ののえるとは疎遠になっていた。ある日、校舎裏庭を掃除中のケースケはのえると女友達の恋バナを立ち聞きする。女友達がケースケのことをどう思うか？と問うと、女の子だったら可愛いよねっと語り、瑛人のことを聞くと赤面しはぐらかした。のえるが瑛人に想いを寄せていると思いケースケはショックを受ける。
ある日母から落書きされた千円札で買い物するよう言われたケースケは、その千円札をコンビニで使うことを躊躇い、代わりに近所の鳶石神社の賽銭に使うことにした。千円分の願い事をしようと、身長が高くなりたい等数多の願い事を並び立てた後、「いっそ女だったら(のえると話せるのに)」と願う。その時、「その願い聞きいれた」という声とともに突風が吹いた。自身の身体の異変に気づかず神社を後にし帰宅したケースケだったが、自分がロングヘアーの少女になっていたことに気づいた。神社にUターンし女体化させた神社の少女神神鳶石姫命（とびいしひめのみこと）（以下トビー）に願いを取り下げてほしいと言うが、賽銭に使った千円札を取り戻さないと願いを無効にできないと告げられる。賽銭箱から千円札を取り戻そうとするが神主に泥棒に間違えられ逃走。事情を知った瑛人とともに再度神社に赴くが、すでに千円札は回収されて銀行に納められたと知る。手立てを失ったケースケは女子として過ごすこととなったが、本人は一刻も早く元の姿に戻りたいと思っている。

## 登場人物
上杉 ケースケ（うえすぎ けーすけ）
本作の主人公。愛称はケースケ。身長144.4センチメートルの小柄で中性的な男子中学生だったが、鳶石神社の神様の気まぐれで身体が女体化してしまった。以降は日常生活も学校でも女性として過ごすことになり、女性特有の変化や生活習慣に戸惑いながら過ごしている一方、たまに元の体のときの習慣が抜けないでいる。のえるの恋バナ盗み聞き以降、後にのえる本人から直接否定されるまで、瑛人のことが好きだと思っていた。瑛人のことは男子時代は頼もしい友人と思う一方で優秀なため何かと比較しまいがちとなっていたが、女体化以降は一度距離を置かれかけたことにショックを受け「ずっとそばにいてくれよ」と想いをぶつけたり、また自身が女子として時間を経るにつれ瑛人に対して持っていたコンプレックスは薄れ純粋な好意（あくまで友人として）へと変わっている。以降は素っ気ない態度の瑛人に自分のことをカワイイと言わせるために反応を試す素振りを見せる。なお恋心には鈍感なため瑛人とのえるの好意には気づいていない。女体化以降髪型はくせ毛の短髪からくせ毛のロングヘアーとなったが、髪を切ってもすぐ伸びてしまう。トビー曰く「それがそなたの女の概念だからだ」だそうだ。身体機能は高く、女体化以前の登校時はマンションの1階のベランダからジャンプして母親から怒られていた。
八重村 瑛人（やえむら えいと）
ケースケの幼なじみ。容姿端麗で成績優秀、クラスメイトからも慕われている。ケースケ曰く女だったら彼氏にしたい人物。ケースケが女体化したことを最初に打ち明けた人物で、以降変わらずに接している。ケースケが次第に女子グループと打ち解け合うようになると、友人としての溝を感じ苗字呼びに変えてしまったことからケースケを悲しませてしまうも、とあるケースケの異変を二人で乗り越えた後、お互いの心の内を明かし合い仲直りした。第1話時点でケースケがのえるが同性のクラスメイトといちゃつかれている際に何気なく言った「男同士だとBLなのにな。」言葉に険しい顔をして反応していたり、過去に神社にて「ケースケがうちの子になりますように」と願っていたり、ケースケに対して強い想いを連ねていたが、第18話にて実は女体化以前からケースケのことが好きだと飯野の告白の際に発覚した。家はケースケのマンションの神社を挟んだ場所にある一戸建て。手先は器用らしく、女体化したケースケの髪形を元(女体化前)の髪形にカットしたことがある。趣味はサイクリングで、よくケースケと2人で遠出している。
大倉 のえる（おおくら のえる）
ケースケと同じマンションに住む幼なじみ。垂れ目とツインテールが可愛い少女でおっとりとした優しい性格。以前はケースケ、瑛人と三人で遊んでいたが、中学進学後は男子と女子の溝を感じ疎遠となっている。ケースケが女体化して以降は気軽に話しかけやすくなったことを嬉しく思っており、女子一年生のケースケの良きサポート役となっている。女体化以降はケースケのことをケーちゃんと呼ぶようになる。瑛人のことが好きだとケースケに思われていたが、実際は瑛人とはケースケを取りあうライバル関係で（のえる本人はうっとおしく思っている）、本心はケースケに好意を持っている。更には神社でケースケの女体化を願っていたことも判明した。16話からツインテールからセミロングヘアーにイメチェンした。
鳶石姫命（とびいしひめのみこと）
ケースケの家の近所にある鳶石神社に祀られている少女の姿をした神様。おみくじの様な物で結んだツインテールにフリルのついたエプロンとワンピース丈の着物を纏い、古風な言葉を話し体は宙に浮いている。ケースケを女体化させた張本人。飄々として掴みどころのない性格。何かしら思うことがあるのか、ケースケの動向を見守っている。さらにケースケが話したいことがあるとそそくさと姿を現すことがある。ケースケからはトビーと勝手に呼ばれている。
ケースケの姉
高校生。おしゃれやネイル等女子力高め、性格はサバサバしている。また物事をズバッと言うところはケースケと似ている。また、母と共にケースケの女体化を楽しんでいる。普段はハーフツインテールの髪型をし、フリルやリボンのラブリーな服を好んで着ている。ケースケの女子用制服は彼女のお下がり。また、夏服ではインナーを着ず下着の上に直接制服を着用しているため、ケースケが当初それをそのまま真似してしまっていた。
のえるの友人
のえるの親友の一人。髪を一つ結びしている元気でハキハキした女子生徒。時折突然後ろから胸を揉む同性前提の身体的スキンシップをしていたが、痛いし他の生徒（のえる）も嫌がっているとケースケから指摘を受け辞めた。その後はケースケの事を女子会に誘ったりするなど好意的に接している。
飯野 木綿花（いいの - ）
のえるの親友の一人。少しぽっちゃり体型で眼鏡ボブヘアーの気が優しい女子生徒。当初はのえるの友人Bのような立ち位置だったが、ケースケが準備無く生理に突入してしまったところに居合わせ助けたことを切っ掛けに親しくなった。瑛人に恋心を寄せていたが、彼の本心を知ってしまい恋心にけじめをつけるためケースケにラブレターを瑛人に渡すよう依頼した。失恋以降、気持ちの整理がついた飯野は、瑛人とケースケの関係を純粋に応援し、また瑛人からもケースケのことを信頼して託せる相手となった。フルネームはラブレターにて判明しているが下の名前の読みは不明。

## 書誌情報
- やぶうち優『上杉くんは女の子をやめたい』小学館〈ちゃおコミックス〉、既刊3巻（2025年7月25日現在）
  1. 2024年10月24日発売[2]、ISBN 978-4-09-872820-6
  2. 2025年4月25日発売[3]、ISBN 978-4-09-873052-0
  3. 2025年7月25日発売[4]、ISBN 978-4-09-873053-7

## 外部サイト
- 上杉くんは女の子をやめたい − ちゃおプラス公式漫画ページ
- 上杉くんは女の子をやめたい − サンデーうぇぶり
- 上杉くんは女の子をやめたい − 週刊コロコロコミック